# Кириллова, Ирина Владимировна
Ири́на Влади́мировна Кири́ллова (в 1985—1992 — Пархомчук; 15 мая 1965, Тула) — волейболистка, связующая сборных СССР и Хорватии и тренер по волейболу. Заслуженный мастер спорта СССР (1988).

## Биография
Ирина Кириллова (в 1985—1992 годах носила фамилию Пархомчук) начинала заниматься волейболом в Туле, в январе 1980 года была приглашена в свердловскую «Уралочку». В 1982 году в составе молодёжной сборной СССР выиграла чемпионат Европы и сразу после него получила вызов национальную сборную страны. В конце 1980-х Ирина стала одним из её лидеров, выиграла золотые медали Олимпийских игр в Сеуле-1988 и чемпионата мира в Пекине-1990.
В 1990 году из-за сложной ситуации в стране и разногласий с главным тренером «Уралочки» и сборной СССР Николаем Карполем переехала в Хорватию, в 1993-м приняла гражданство этой страны. После шестнадцати лет впечатляющей зарубежной карьеры — Кириллова в составе сборной Хорватии дважды выходила в финал чемпионатов Европы, а с клубами побеждала в национальных чемпионатах Хорватии и Италии и розыгрышах еврокубков — вернулась в Россию.
В марте 2005 года Ирина Кириллова начала работать тренером и переводчиком в женской сборной России, которую возглавил муж Ирины итальянец Джованни Капрара. Под руководством Капрары и Кирилловой сборная России выиграла чемпионат мира 2006 года, серебряные медали Гран-при-2006 и бронзу чемпионатов Европы (2005, 2007).
После неудачного выступления сборной России на Олимпийских играх-2008 в Пекине весь тренерский состав национальной команды, включая Кириллову, подал в отставку. В период работы со сборной Кириллова не раз
озвучивала желание продолжить карьеру игрока, но не могла претендовать ни на место в испытывающей дефицит игроков сборной Хорватии, поскольку была связана контрактом со сборной России, ни на место в составе сборной России из-за запрета два раза менять спортивное гражданство. В одном из интервью незадолго до старта пекинской Олимпиады Кириллова говорила:

Мне всё равно всегда казалось, что игрок приносит больше пользы. И это чувство не исчезло. Мне до сих пор хочется на площадку выскочить… Жаль, что в волейбол нельзя играть всю жизнь…

В конце августа 2008 года Кириллова подписала контракт с московским «Динамо» и вернулась на площадку. Дебют Кирилловой в «Динамо» пришёлся на матч, сыгранный 29 октября 2008 года в Одинцове против местного «Заречья». По итогам сезона к своей коллекции медалей и титулов Ирина добавила серебро Лиги чемпионов и звание лучшей связующей «Финала четырёх» этого турнира, а также золотую медаль чемпионата России.
По окончании сезона-2008/09 Ирина Кириллова отклонила предложение руководства «Динамо» о переходе на тренерскую работу и приняла решение продолжить игровую карьеру в Италии. В конце июня 2009 года она была удостоена специального приза Европейской конфедерации волейбола за верность игре и спортивное долголетие.
Сезон-2009/10 Кириллова провела в клубе «Асистел» из Новары. В 2011 году вновь перешла на тренерскую работу, с февраля по сентябрь возглавляла женскую сборную Хорватии. Осенью 2011 года подписала контракт с «Уралочкой-НТМК» и в феврале 2012 года присоединилась к команде, являвшейся первой в её спортивной биографии и по-прежнему руководимой Николаем Карполем. 5 февраля в Екатеринбурге провела первый матч после очередного возвращения в спорт, выйдя на площадку в стартовом составе «Уралочки», встречавшейся в рамках чемпионата России с казанским «Динамо», а завершила сезон завоеванием бронзовой медали чемпионата России. В 2014—2015 годах Ирина Кириллова работала тренером связующих в итальянском клубе «Чертоза».
В ноябре 2017 года Ирина Кириллова была принята в волейбольный Зал славы в Холиоке (штат Массачусетс).

## Достижения

### Со сборными
- Чемпионка Игр XXIV Олимпиады (1988).
- Чемпионка мира (1990), MVP чемпионата мира (1990).
- Чемпионка Европы (1989), серебряный призёр чемпионатов Европы (1983, 1987, 1995, 1997).
- Серебряный призёр Кубка мира (1989).
- Победительница Игр доброй воли 1986.
- Победительница Средиземноморских игр 1993[14].
- Чемпионка Европы среди молодёжных команд (1982).

### С клубами
- Чемпионка СССР (1985/86, 1986/87, 1987/88, 1988/89, 1989/90), серебряный (1983/84, 1984/85) и бронзовый (1982/83) призёр чемпионатов СССР.
- Обладательница Кубка СССР (1986, 1987, 1989).
- Чемпионка Югославии (1990/91).
- Чемпионка Хорватии (1991/92, 1992/93, 1993/94).
- Чемпионка Италии (1998/99, 2002/03).
- Чемпионка России (2008/09), бронзовый призёр чемпионата России (2011/12).
- Обладательница Кубка Италии (2000, 2001, 2003).
- Обладательница Суперкубка Италии (1998, 2000).
- Обладательница Кубка чемпионов (1982/83, 1986/87, 1988/89—1990/91, 1998/99).
- Финалистка Кубка и Лиги чемпионов (1987/88, 1993/94, 2000/01, 2003/04, 2008/09), лучшая связующая «Финалов четырёх» (2003/04, 2008/09).
- Обладательница Кубка CEV (1994/95, 1999/2000).
- Обладательница Кубка Кубков (1985/86, 1996/97).
- Обладательница Суперкубка Европы (1997).